# モルガン・デ・サンクティス
モルガン・デ・サンクティス（Morgan De Sanctis、1977年3月26日-）は、イタリア・アブルッツォ州グアルディアグレーレ出身の元サッカー選手。元イタリア代表である。ポジションはゴールキーパー。

## クラブ経歴
1994-95シーズンにペスカーラでデビュー。デビュー戦ではイタリア代表のエースストライカー・クリスティアン・ヴィエリのPKを止める大活躍を見せ、一躍注目を集めた。その後、1997年にユヴェントスへ移籍。しかしイタリア代表でもあったアンジェロ・ペルッツィの壁は厚く、さらに第2GKにもミケランジェロ・ランプッラが君臨しておりベンチ入りすら儘ならなかった。
ユヴェントスでは僅か3試合の出場にとどまり、1999年にウディネーゼへ移籍。移籍後は正GKとして活躍し、2004-05シーズンにはウディネーゼのクラブ史上初となるUEFAチャンピオンズリーグ出場に貢献した。
2007年7月9日にウディネーゼとの契約を解除し、スペインのセビージャFCへ移籍した。しかし、スペイン代表経験もあるアンドレス・パロップの前に出場機会に恵まれず、2008年7月31日にトルコのガラタサライへレンタル移籍した。
2009年7月24日、移籍金170万ユーロでSSCナポリへ移籍し3季ぶりにイタリア復帰。不動の守護神として君臨し、2度のUEFAチャンピオンズリーグ出場権獲得に貢献。4シーズンでリーグ戦147試合に出場した。
2013年7月26日、マールテン・ステケレンブルフの後釜を探していたASローマへ移籍することが発表された。移籍金は50万ユーロ。契約は2年間。2013-14シーズンには失点を25に押さえ、リーグ戦2位でフィニッシュに貢献。しかし2015年にヴォイチェフ・シュチェスニーにポジションを奪われ、出場機会を失った。
2016年7月13日、ASモナコへ移籍した。ダニエル・スバシッチの控えとして主にカップ戦で出場機会を得た。

## 代表経歴
2005年3月30日のアイスランド戦で代表初キャップを記録。2008年にユヴェントス時代の恩師であるマルチェロ・リッピが代表監督に就任してからは代表に定着したが、同世代で長年正GKを務めるジャンルイジ・ブッフォンからポジションを奪うことはできなかった。
2013年3月26日、イタリア代表から引退することを発表した。

## 所属クラブ
- ペスカーラ・カルチョ 1994-1997
- ユヴェントスFC 1997-1999
- ウディネーゼ・カルチョ 1999-2007
- セビージャFC 2007-2009

→ ガラタサライSK 2008-2009 (loan)
- SSCナポリ 2009-2013
- ASローマ 2013-2016
- ASモナコ 2016-2017

## 代表歴

### 出場大会
- イタリア代表
  - 2010 FIFAワールドカップ

### 試合数
- 国際Aマッチ 6試合 0得点（2005年-2012年）[7]

| イタリア代表 | 国際Aマッチ | 国際Aマッチ |
| 年           | 出場        | 得点        |
| ------------ | ----------- | ----------- |
| 2005         | 2           | 0           |
| 2006         | 0           | 0           |
| 2007         | 0           | 0           |
| 2008         | 1           | 0           |
| 2009         | 0           | 0           |
| 2010         | 0           | 0           |
| 2011         | 1           | 0           |
| 2012         | 2           | 0           |
| 通算         | 6           | 0           |

## タイトル

### クラブ
ガラタサライ
- スュペル・クパ ： 2008

ナポリ
- コッパ・イタリア ： 2011-12

ASモナコ
- リーグ・アン : 2016-17